# Göstling an der Ybbs
Göstling an der Ybbs é um município da Áustria localizado no distrito de Scheibbs, no estado de Baixa Áustria.